# Gustav Theodor Fischer
Gustav Theodor Fischer (* 1841 in Sankt Petersburg, Russland; † 21. Oktober 1916 in Dresden) war ein deutscher Theaterschauspieler und Regisseur.

## Leben und Wirken
Er war der Sohn des Staatsrats in russischen Diensten, Friedrich Fischer, der viele Jahre in Sankt Petersburg lebte und dort auch starb. Seine Mutter war Helene Fischer geborene von Struve.
Nach dem Schulabschluss ließ er sich zum Schauspieler ausbilden und wurde Charakterdarsteller und 1889 Direktor des Großherzoglichen Hoftheaters Oldenburg. 1895 wechselte er als Oberspielleiter nach Breslau, später wechselte er nach Stettin und Chemnitz. Nach seiner Pensionierung lebte er in Dresden, wo er im Alter von 75 Jahren im Städtischen Krankenhaus verstarb.
Er war verheiratet mit Rosa geborene Janke in Berlin.